# Xera debilis
Xera debilis är en insektsart som beskrevs av Ludwig Redtenbacher 1906. Xera debilis ingår i släktet Xera och familjen Pseudophasmatidae. Inga underarter finns listade i Catalogue of Life.